# Kim Bài
Kim Bài là thị trấn huyện lỵ của huyện Thanh Oai, thành phố Hà Nội, Việt Nam.

## Địa lý
Thị trấn Kim Bài có vị trí địa lý:
- Phía bắc giáp các xã Thanh Mai, Tam Hưng
- Phía tây giáp xã Thanh Mai
- Phía tây nam và phía nam giáp xã Kim An cới đê sông Đáy là ranh giới tự nhiên
- Phía đông giáp các xã Kim Thư, Đỗ Động.

Thị trấn Kim Bài có diện tích 4,36 km², dân số năm 2020 là 6.724 người, mật độ dân số đạt 1.212 người/km².

## Lịch sử
Thị trấn Kim Bài được thành lập năm 1994 trên cơ sở tách 2 thôn, 1 phố của xã Kim An và thôn Kim Lâm của xã Đỗ Động.

## Hành chính
Thị trấn Kim Bài được chia thành 4 phố, thôn: gồm phố Kim Bài và 3 thôn: Cát Động, Kim Bài, Kim Lâm.

## Kinh tế
Thị trấn Kim Bài là một vùng quê thuần nông, có nét đặc trưng của nền văn hoá Bắc Bộ với nhiều đình,chùa cổ kính. Đình chùa làng Cát Động, Đình, chùa làng Kim Bài, Đình chùa làng Kim Lâm đều được xếp hạng di tích lịch sử, tôn giáo chủ yếu là phật giáo và thiên chúa giáo (thôn Kim Lâm). Nhưng lại là trung tâm văn hoá, chính trị và kinh tế của huyện Thanh Oai nên ngành kinh doanh, dịch vụ ngày càng phát triển, đời sống người dân ngày càng cải thiện, trình độ dân trí cao. Trên địa bàn thị trấn còn có nhà máy bia Kim Bài nên thu hút được một số lao động vào làm việc.
Thu nhập tổng sản phẩm (GDP) trong thị trấn năm 2011 là: 153 992 257 000 đồng

## Giao thông
Thị trấn Kim Bài có quốc lộ 21B chạy qua, đây là huyết mạch của thị trấn nói riêng và của Huyện Thanh Oai nói chung. Đoạn chạy qua thị trấn dài khoảng gần 3 km là đầu mối giao thông quan trọng nối huyện Thanh Oai với các địa phương lân cận. Hai bên đường có nhiều trụ sở cơ quan nhà nước,doanh nghiệp đang hoạt động sản xuất và kinh doanh.

## Giáo dục
Thị trấn Kim Bài chú trọng việc nâng cao chất lượng giáo dục, sau 18 năm xây dựng và phát triển, Thị trấn Kim Bài đã có nhiều đóng góp tích cực và hiệu quả vào sự nghiệp giáo dục của thị trấn nói riêng và của huyện Thanh Oai nói riêng. Số lượng học sinh giỏi năm nào cũng đứng trong tốp đầu của ngành giáo dục Thanh Oai. Nói chung công tác giáo dục của Thị trấn Kim Bài đã đóng góp đáng kể vào công cuộc xây dựng, phát triển kinh tế xã hội của huyện Thanh Oai.

## Lễ hội
Thị trấn Kim Bài có 3 lễ hội lớn của 3 làng đều được tổ chức vào mùa xuân:
- Lễ hội làng Kim Bài: Ngày 12/2/ âm lịch hàng năm.
- Lễ hội làng Kim Lâm: Ngày 15/2/ âm lịch hàng năm.
- Lễ hội làng Cát Động: Ngày 12/3/ âm lịch hàng năm.

Hàng năm cứ đến ngày này nhân dân lại tổ chức lễ hội rất trang trọng để ghi nhớ công ơn của Thành Hoàng Làng người đã có công xây dựng làng.